# Dolní Miletín
Dolní Miletín (německy Unter Miletin) je malá vesnice, část města Lišov v okrese České Budějovice v Jihočeském kraji. Nachází se asi čtyři kilometry východně od Lišova. Dolní Miletín je také název katastrálního území o rozloze 1,85 km².

## Historie
První písemná zmínka o vesnici pochází z roku 1378.
Dolní Miletín byla část Miletína, která patřila k hlubockému panství, na rozdíl od Horního, který patřil Rožmberkům. Později se i Dolní Miletín stal rožmberským vlastnictvím a od roku 1673 patřil Augustiniánům.

## Fotogalerie

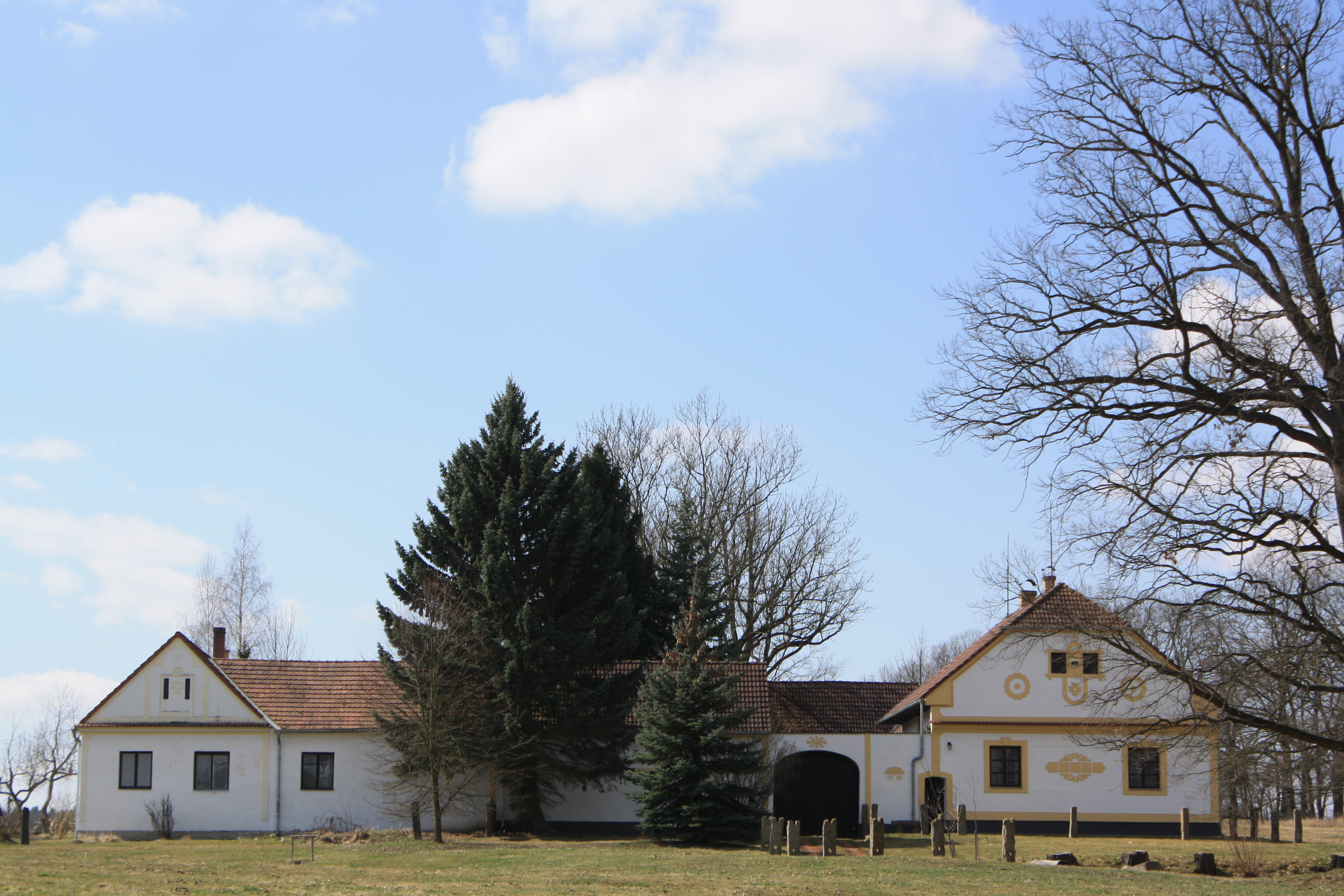
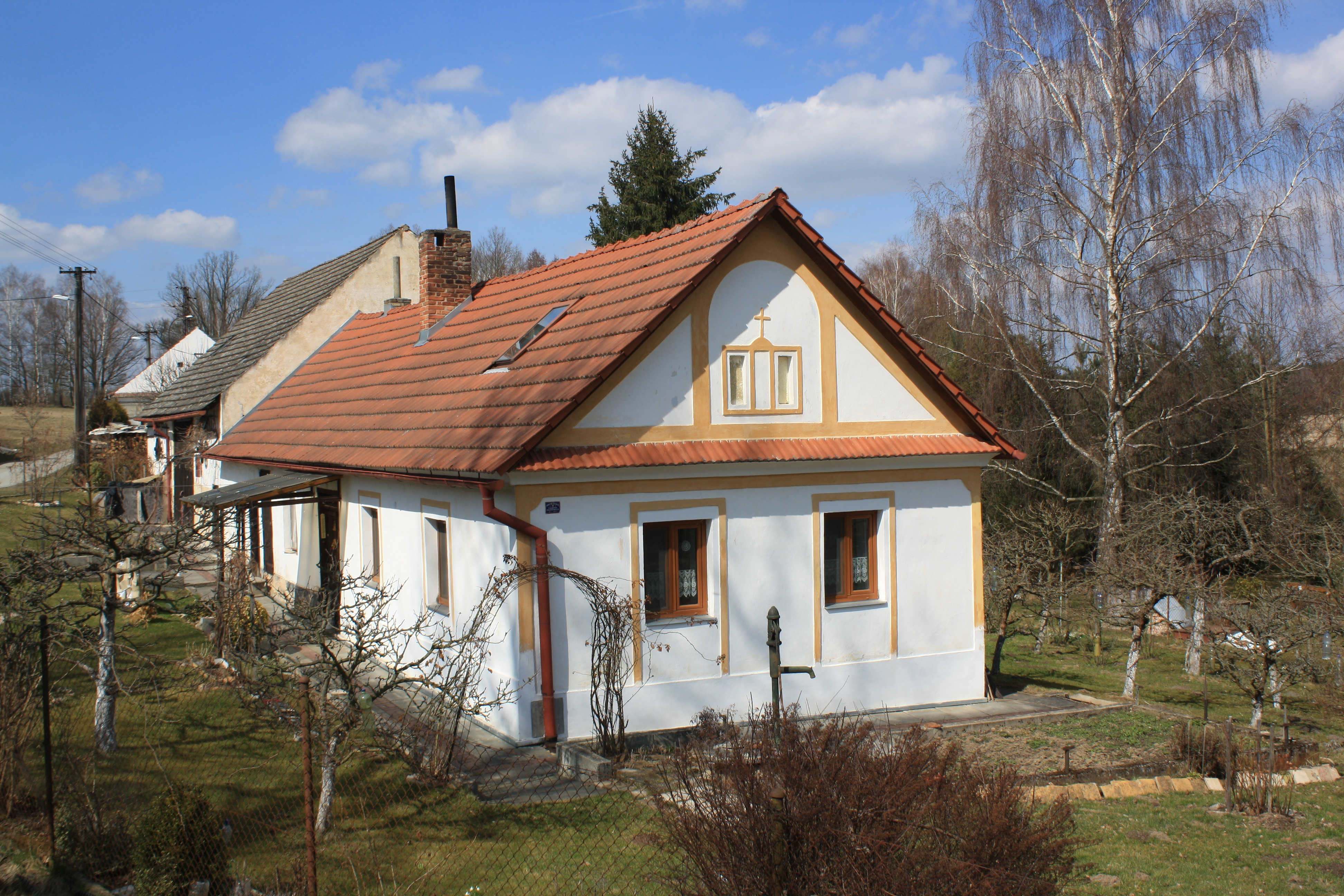
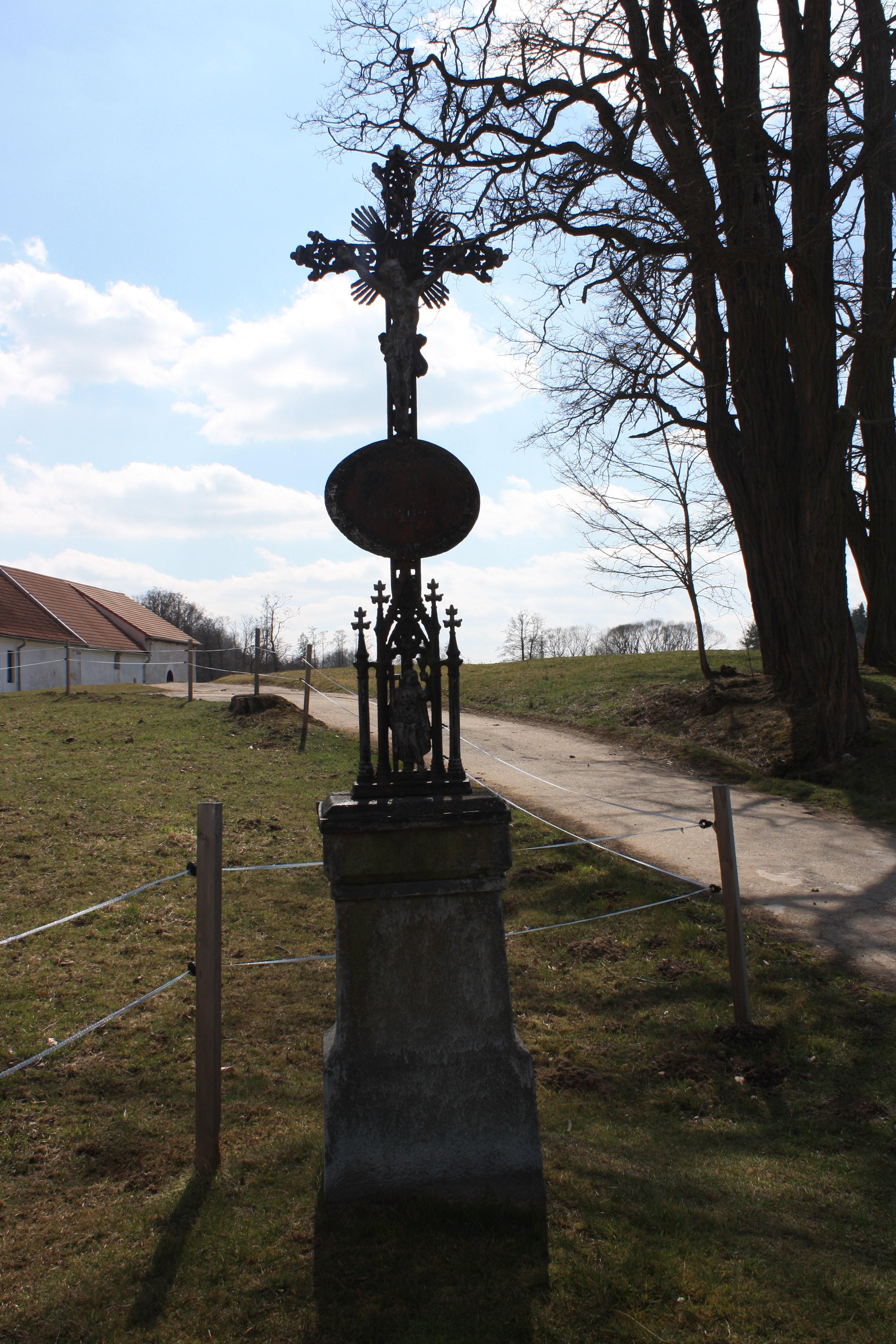

## Obyvatelstvo
| Rok            | 1869 | 1880 | 1890 | 1900 | 1910 | 1921 | 1930 | 1950 | 1961 | 1970 | 1980 | 1991 | 2001 | 2011 | 2021 |
| -------------- | ---- | ---- | ---- | ---- | ---- | ---- | ---- | ---- | ---- | ---- | ---- | ---- | ---- | ---- | ---- |
| Počet obyvatel | 134  | 127  | 97   | 116  | 129  | 130  | 121  | 101  | 92   | 70   | 52   | 58   | 57   | 44   | 78   |
| Počet domů     | 20   | 21   | 18   | 21   | 21   | 20   | 23   | 23   | 20   | 20   | 17   | 28   | 30   | 30   | 37   |

## Obecní správa
Od roku 1850 patřily obě vesnice pod Dunajovice, v letech 1921–1943 a opět 1945–1960 byly samostatnými obcemi. V letech 1943–1945 patřily opět pod Dunajovice. Od 12. června 1960 do 13. června 1964 byly obě vesnice součástí společné obce Miletín a pak byly připojeny k Lišovu.

## Pamětihodnosti
- Boží muka